# Osaka-jō Hall
El Osaka-jō Hall (大阪城ホール Ōsaka-jō Hōru?) es un estadio cubierto multiusos ubicado en el barrio de Chūō-ku en la ciudad de Osaka, Japón. El recinto tiene capacidad para 13.456 espectadores y es utilizado para celebrar diversos eventos deportivos como campeonatos de judo, tenis, voleibol, sumo, lucha libre profesional, boxeo, kickboxing o eventos de artes marciales mixtas tales como los eventos número 5 y número 12 de DREAM.
Además de eventos deportivos también alberga conciertos de diversos artistas y grupos pop y rock tanto nacionales como internacionales y anualmente se celebra un concierto de la Sinfonía n.º 9 de Beethoven.
Además, este recinto es usado para otros eventos no deportivos, como conciertos, dando lugar a que artistas como Britney Spears, Janet Jackson, Whitney Houston, Céline Dion, Mariah Carey, Kylie Minogue, Prince, David Bowie, George Michael, Bon Jovi, Alanis Morissette, Rod Stewart, Oasis, Alice in Chains, Beyoncé, Christina Aguilera, Björk, David Guetta, Avril Lavigne, Taylor Swift, Blackpink, The Black Eyed Peas, Norah Jones, Sarah Brightman y One Ok Rock.
Además, la banda británica Pink Floyd en el marco de la gira del álbum A Momentary Lapse of Reason, ofreció 2 conciertos en éste recinto de Osaka, el 8 y 9 de marzo de 1988 (RoIO Osaka Castle Nights).